# Petrovice (powiat Przybram)
Petrovice – miejscowość i gmina (obec) w Czechach, w kraju środkowoczeskim, w powiecie Przybram. W 2022 roku liczyła 1320 mieszkańców.